# Internationaal Figurentheaterfestival
Het Internationaal Figurentheaterfestival (Duits: Internationale Figurentheaterfestival) is sinds 1979 een theaterfestival in Duitsland.
Het wordt tweejaarlijks ingericht door de Beierse steden Neurenberg, Fürth, Erlangen en Schwabach. In het Duitse taalgebied geldt het als het belangrijkste genre-overschrijdende festival voor poppen-, beelden- en objectentheater. 
Tien dagen lang verzorgen meer dan 50 theatergroepen uit de hele wereld een honderdtal voorstellingen op meer dan 20 plaatsen. 